# Герб Кролевця
Герб Кролевця́ (МФА: [ɦɛrb krɔɫeˈʋt͡sʲɐ]ⓘ)  — офіційний геральдичний символ міста Кролевець Сумської області. Сучасний герб затверджений 26 січня 1995 р. на II сесії Кролевецької міської ради.

## Історія герба
Архангел Михаїл із терезами у лівій руці відомий як символ Кролевця з 1644 року.
Офіційно в Російській державі був затверджений 4 червня 1782 р. Архангел Михаїл в одязі воїна, стоїть на чорному змієві, зв'язаному у вузол, тримає в одній руці оголений меч, а в іншій — золоті терези, в лазуровому полі.

## Сучасний герб
26 січня 1995 р. II сесія міської ради XXII скликання затвердила герб, що зображує в синьому щиті Архангела Михаїла в золотому одязі і шоломі з оголеним мечем в правій руці і золотими терезами в лівій. У главі щита розміщений орнамент кролевецького рушника. Щит облямований орнаментальною стрічкою.